# 회양역
회양역(檜陽驛)은 조선민주주의인민공화국 량강도 김형직군 월탄로동자구에 위치한 북부내륙선의 철도역이다. 1988년 8월 3일에 자성 - 후주청년 구간이 개통되었을 당시에는 없었다.